# Ernst & Young Ukraine
Ernst & Young Ukraine або «Ernst & Young» в Україні (скор. EY) — українська аудит-консалтингова компанія міжнародної групи Ernst & Young, однієї з великої четвірки аудиторських корпорацій, два офіси якої розташовані в Києві та Львові. 

## Історія
В Україні компанія веде діяльність з 1991 року й станом на 2023 рік має два офіси, у Києві (розташований по вулиці Хрещатик 19A) та у Львові (з січня 2020 року). У 2006 році Україна стала офіційною країною-учасницею міжнародного конкурсу «Підприємець року», який проводить EY. Станом на 2020 р. в офісах EY в Україні працюють понад 600 фахівців, що надають повний спектр послуг міжнародним і українським компаніям.
З 2006 по 2015 р. український підрозділ EY також мав офіс у Донецьку.

## Діяльність
Компанія надає послуги у сфері аудиту, бухгалтерського обліку, міжнародного оподаткування, трансфертного ціноутворення, фінансового консультування, юридичних послуг та ризик-менеджменту. 
В 2017 році Ernst & Young виграв тендер на проведення аудиту консолідованої фінансової звітності для Укрзалізниці із ціною пропозиції в 20,61 млн гривень. 
В тому ж році Ernst & Young став аудитором ПриватБанку. 
За час роботи на ринку Ernst & Young Ukraine зробили низку досліджень: дослідження EY в Україні «Найкращий роботодавець» проводиться компанією щорічно з 2005 року, де вони публікують звіти, у яких компаніях і на яких ринках хочуть працювати українці. 
EY провела аудит консолідованої фінансової звітності Національного банку України за 2022 рік, розкритикувала НБУ через те, що влада мала створити резерви для викуплених державних облігацій, щоб запобігти потенційним ризикам для грошової кредитної системи. Також, компанія проводить дослідження щодо найефективніших бізнесів в Україні в умовах повномасштабної війни з РФ.

## Проєкти
Компанія EY заявила станом на 2023 рік інвестувала $1,4 млрд в штучний інтелект і розгортає платформу, що пропонує бізнесу версії своїх консалтингових продуктів на основі штучного інтелекту, ставши останньою компанією, яка зробила велику ставку на цю технологію.